# Équipe de Croatie féminine de hockey sur glace
Cet article traite de l'équipe féminine. Pour l'équipe masculine, voir Équipe de Croatie de hockey sur glace.
L'équipe de Croatie féminine de hockey sur glace est la sélection nationale de Croatie regroupant les meilleures joueuses croates de hockey sur glace féminin lors des compétitions internationales. Elle est sous la tutelle de la Hrvatski savez hokeja na ledu. La Croatie est classée 33e sur 42 équipes au classement IIHF 2021 .

## Résultats

### Jeux olympiques
La Croatie n'a jamais participé aux Jeux olympiques.
- 1998-2006 — Ne participe pas
- 2010 — Non qualifié
- 2014 — Non qualifié
- 2018 — Ne participe pas
- 2022 — Ne participe pas

### Championnats du monde
La Croatie a fait ses débuts en championnat du monde féminin en 2007. Cette année-là, elle remporte la Division IV. Depuis, elle évolue en Division III qui se divise en Division II A et B en 2012. 
- 1990-2005 — Ne participe pas
- 2007 — Vingt-huitième (1er de Division IV)
- 2008 — Vingt-quatrième (3e de Division III)
- 2009 — Division III annulée
- 2011 — Vingt-cinquième (5e de Division III)
- 2012 — Vingt-sixième (6e de Division IIA)
- 2013 — Vingt-neuvième (3e de Division IIB)
- 2014 — Vingt-septième (1er de Division IIB)
- 2015 — Vingt-cinquième (5e de Division IIA)
- 2016 — Vingt-sixième (6e de Division IIA)
- 2017 — Ne participe pas
- 2018 — Trente-quatrième (1er de la Qualification pour la Division IIB)
- 2019 — Trente-troisième (5e de la Division IIB)
- 2020 — Trente-troisième (5e de Division IIB)
- 2021 — Pas de compétition en raison de pandémie de coronavirus [4].

Note :  Promue ;  Reléguée

### Classement mondial
| Année      | Rang       | Points     | Progression |
| ---------- | ---------- | ---------- | ----------- |
| 2003-2006  | Non classé | Non classé | Non classé  |
| 2007       | 31         | 580        | -           |
| 2008       | 30         | 1 095      | +1          |
| 2009       | 25         | 785        | +5          |
| 2010       | 20         | 1 235      | +5          |
| 2011       | 20         | 1 375      | ±0          |
| 2012       | 22         | 1 480      | -2          |
| 2013       | 24         | 1 535      | -2          |
| Fév. 2014  | 25         | 1 510      | -1          |
| Avril 2014 | 25         | 2 110      | ±0          |
| 2015       | 25         | 1 990      | ±0          |

| Année      | Rang | Points | Progression |
| ---------- | ---- | ------ | ----------- |
| 2016       | 25   | 1 850  | ±0          |
| 2017       | 33   | 1 090  | -8          |
| Fév. 2018  | 35   | 935    | -2          |
| Avril 2018 | 36   | 950    | -1          |
| 2019       | 36   | 995    | ±0          |
| 2020       | 35   | 1 080  | +1          |
| 2021       | 33   | 1 200  | +2          |